# 滇藏海桐
滇藏海桐（学名：Pittosporum napaulense）为海桐花科海桐花属下的一个种。

## 扩展阅读
- 維基物種上的相關：滇藏海桐